# I Smiled Yesterday
I Smiled Yesterday je píseň nahraná roku 1962 americkou soulovou zpěvačkou Dionne Warwick.
Píseň byla vydaná jako singl nastraně "A" s písní Don't Make Me Over (strana "B") a roku 1963 na jejím prvním albu Presenting Dionne Warwick u společnosti Scepter Records. Autorem hudby je Burt Bacharach a textařem Hal David. Byla umístěna jako čtvrtá skladba alba na straně "B".

## Coververze
- Nancy Holloway (1964) francouzská verze s názvem Tu Me Plais[1]

česká coververze
Roku 1969 nahrála tuto píseň zpěvačka Marta Kubišová, český text s názvem „Oči měl netečný“ napsal Pavel Vrba. Píseň byla vydána na singlu na straně "B" s písní „Zlý dlouhý půst“ na straně "A".